# Gaur
Gauren (Bos gaurus) er den største nulevende okseart og hører taksonomisk til under de skedehornede pattedyr. Den lever naturligt i Syd- og Sydøstasien, men er i tilbagegang som art, så den på IUCN's Rødliste siden 1986 har været betegnet som sårbar; faldet i populationen er på over 70 % inden for de seneste tre generationer. Populationen ser dog ud til at være stabil i velbeskyttede områder, og i visse områder stiger den endog.
Gauren er den største af de vilde oksearter med en længde på 250-330 cm og en skulderhøjde på 165-220 cm; halen er 70-105 cm lang. Den gennemsnitlige vægt for en udvokset gaur er 650-1.000 kg, og en stor tyr kan veje op til 1.500 kg.
Den malajiske gaur kaldes seladang og den burmesiske pyoung. Den domesticerede form af gauren er gayalen (Bos frontalis).

## Fysiske karakteristika
Gauren er en stærk og massivt bygget art med en høj opadbuet pande mellem hornene, der er fremadbøjede, hvilket skaber et dybt hulrum i profilen af det øverste af hovedet. Der er en fremtrædende forhøjning på ryggen, og skulderhøjden kan være op til 12 cm højere end bagpartiet. Ørerne er meget store, og for gamle tyre bliver hårvæksten ret tynd bagtil. Farven på de voksne tyre er mørkebrun, der går over i dybsort med alderen. Den øverste del af hovedet, fra over øjnene til nakken, er dog askegrå, undertiden grumset hvid; mulen er bleg i farven, og den nederste del af benene er hvid eller gulbrun. Køerne og tyrekalvene er blegere i farven og har i nogle tilfælde et rødbrunt skær, hvilket oftest ses blandt dyr, der lever i tørre og åbne områder. Halen er kortere end normalt blandt okser ved blot at nå til haserne. Pelsen er kort med fine hår og skinnende, og hovene er smalle og spidse.
Tyrene er omkring en femtedel større og tungere end køerne. De mål, der er angivet her, stammer primært fra gaurer i Indien og Kina; den malajiske underart regnes normalt for at være lidt større, men der findes ingen publicerede videnskabelige mål til støtte herfor.
Gauren har ikke nogen tydelig doglap på halsen eller brystet. Begge køn har horn, som vokser ud fra siden af hovedet. Hornene er klart fladere ved roden en længere ude, og de bøjer opad og indad, og ved spidsen går de svagt bagud. Hornets farve er en nuance af svagt grøn eller gul på størstedelen af dens længde, men spidsen er sort. Længden af hornene er 60-115 cm, hvilket er en mellemlængde i forhold til andre okser.
Gauren er et af verdens største nulevende landpattedyr. Det er kun elefanter, næsehorn, flodheste og giraffer, der generelt er større, og i gaurens udbredelsesområde overgås den kun af den asiatiske elefant og det indiske næsehorn. Blandt skedehornede pattedyr er gauren den største nulevende art, når man ser på de fleste mål; dog kan den asiatiske vandbøffel måle sig med den i gennemsnitlig vægt, men ikke i højeste kendte vægt.